# Xukuru Kariri
Xukuru Kariri (Xucuru Kariri), indijanski narod naseljen u brazilskoj državi Alagoas na rezervatima Fazenda Canto u općini Palmeira dos Indios (1.240, 1989] i Mata da Cafurma u istok općini gdje im je broj iznosio 215 (1989). 
Njihovo porijeklo je možda od dva plemena čija imena nose. Ne smiju se brkati s Kariri-Xocó s rezervata Kariri-Xocó u općini Porto Real do Colégio.

## Vanjske poveznice
- Xukuru-Kariri Do Brasil